# Christoffer Dreyer
Christoffer Dreyer (født 1. maj 1978) er en dansk dokumentarfilminstruktør.
Christoffer Dreyer instruerede i 2006  “En forening i modvind” om Venskabsforeningen Danmark - Den Demokratiske Folkerepublik Koreas kamp for at høre til på den danske venstrefløj.  Han står også bag detektivserien “En detektiv i provinsen”, hvor han åbner et detektivbureau i Gedser. I 2016 kom "Den Sidste Tid" om et ægtepar der venter på jordens undergang.
I 2018 kom "Lys i Mørke" om konflikterne i et byfornyelsesprojekt i den lille jyske by Mørke. Serien vandt tv-prisen for bedste reportage serie" Mysteriet om Danskeren" om den mystiske mand Kim Andersen og "Jagten på den sidste dinosaur" der beskriver en ekspedition til Congo for at lede efter den nulevende dinosaur Mokele Mbembe. Serien vandt en tv-pris for bedste fakta serie.
I 2020 kom "Hjæp! Vildsvinene kommer" om opførelsen af vildsvinehegnet i sønderjylland.

## Filmografi
- En forening i modvind (2006)
- En fisks lange rejse (2009)
- Verdens værste frisure (2011) (Med Ole Bendtzen)
- En detektiv i provinsen (2012)
- Eliminating danger (2014)
- IED (2015)
- Den sidste tid (2006)
- Lys i Mørke (2018) (Med Ole Bendtzen) [1]
- Mysteriet om danskeren (2018)
- Jagten på den sidste dinosaur (2018) (Med Ole Bendtzen) [2]
- Hjælp! Vildsvinene kommer (2020) (med Thomas Papapetros)

## Eksterne Henvisninger
1. ↑  Lys i Mørke på  information.dk
2. ↑  Jagten på den sidste dinosaur på berlingske.dk

- Christoffer Dreyer på Internet Movie Database (engelsk)
- Christoffer Dreyer på Filmdatabasen
- Christoffer Dreyer på danskefilm.dk
- Christoffer Dreyer på danskfilmogtv.dk